# جامعه بزرگ (روستا)
جامعه بزرگ یکی از روستاهای استان آذربایجان شرقی است که در بخش کشکسرای شهرستان مرند واقع شده‌است.